# 津軽選挙
津軽選挙（つがるせんきょ）は、青森県津軽地方で頻発する金権選挙、激しい選挙戦の俗称。

## 概要
津軽地方で起こる政争で、同県南部地方の政争や八戸市の八戸戦争と対比されることが多いものの、津軽選挙は物質主義から発生する個人主義、さらに派生して利己主義といった理由から小規模であることが多い。しかし一方で件数は非常に多く、自治体運営に大変な混乱や支障を招いたケースが散見される。選挙管理委員会が関係した不正も頻発した。
手口としては陰での贈収賄や買収といった一般的な汚職の他に、地縁も血縁も関係なく現金を配る、有権者に配るビラに現金をしのばせる、といった金を配るのが当たり前のような選挙活動が挙げられる。
選挙浄化の視点や小選挙区比例代表並立制の導入、県政レベルでのバランス感覚といった面から、不正の発生は減少しているとされるが、未だになくなっていないと1997年時点で指摘された。21世紀以降にも複数の事件が摘発されており（後述）、その体質は令和時代にも改善されていないと嘆く声もある。一方で「現在、（中略）リーダーを巡るえぼし争いは気配もない。」といった文脈で、過去の町長選挙の不正を巡る開票所乱入事件を、過去のものとして回顧する声を紹介する報道もある。

## 検挙された事例
- 黒石市長選当選無効訴訟事件 - 1953年。
- 鶴田町分町住民投票水増し事件 - 1956年。
- 旧金木町長選不正開票事件 - 1958年。落選が決定的になった候補者の支持者が選管に取り入り当落を覆した事件[5][6]。「選管を制する者は選挙を制する」が町民の流行語になった。
- 旧柏村長選不正代理記載事件 - 1967年。
- 鰺ヶ沢町長選替え玉不正投票事件 - 1967年。
- 鶴田町長選投票増減事件 - 1967年。
- 鰺ヶ沢町二人町長事件 - 1971年。
- 旧金木町不在者投票悪用事件 - 1972年。
- 五所川原市長選不在者投票用紙一括送付事件 - 1973年。
- 旧中里町長選開票所乱入事件 - 1975年[4]。
- 旧木造町急性選挙性文盲症流行事件 - 1979年。
- 旧森田村民自殺事件 - 1979年。
- 旧市浦村選挙長雲隠れ事件 - 1979年。性急な人事異動や投票所変更が行われた。
- 旧浪岡町存廃問題勃発事件 - 2005年。
- 平川市長選公職選挙法違反事件 - 2014年。前市長と後援者と市議15人が公職選挙法違反で逮捕され（6人は勾留中・9人は訴追）、定数20人の本会議開催に必要な議員10人を集められなくなるなどした[7][8]。
- 升田世喜男代議士選挙運動突入事件 - 2014年。
- 2019年青森県議会議員選挙公職選挙法違反事件 - 2019年。町議3人などが、陣営関係者から現金を受け取った疑いで公職選挙法違反容疑で逮捕。[9]

これらを詳細に記録した書物も数多く出版されている。

## 巧妙な手口
津軽選挙では開票作業者が票を食べることによって得票数をごまかしたり、おにぎりやマッチ箱の中に紙幣を隠したりしていた。子供が親や祖父母に対して自転車を買ってとねだると「もうすぐ選挙があるから、ちょっと待て。選挙が終わったら買ってあげるから」と返答され、実際に選挙後に自転車を買ってもらった逸話が存在する。その他にも相手に嫌がらせをするため、1.5ｍの藁人形を作ったり、相手の選挙ポスター掲示板をショベルカーで破壊したりと選挙と関係のないところまで政争が広がっていた。

## 旧田沢・竹内派と木村派の抗争史
津軽選挙は、戦前には既に兆候があった。初代民選青森県知事となる津島文治は、地元旧金木町の名家である津島家の出身で、弟の太宰治（津島修治）は時代の寵児となっていた。文治が1937年の第20回衆議院議員総選挙に初当選した際、料亭で酒盛りしつつ金木町長と軍資金を分配し、その結果酔った町長が2階から放尿したために警官の頭にかかった。連れて行かれた交番で札束が町長の懐から落ちて御用となり、文治は留置場で当選を辞退する羽目になっている。戦後は昭和の大合併によりポストが激減し、生活手段を巡って「カネのかかる選挙」が常態化した。八戸戦争との最大の違いは、財政出動による恩恵を受けなかった「反体制派」や「抵抗勢力」が徹底的に粛清されたことであった。
中選挙区時代は非常に津軽選挙の色合いが濃く、権謀術数が絡み複雑な政略が展開された。「待ちの政治家」竹内俊吉新知事は青森空港の新空港建設にあたり鶴田町と弘前市の境界地域に移転させる予定であったが、盟友・田沢吉郎（津島文治の娘婿）が旧浪岡町と青森市の境界地域に存在した旧空港周辺の大地主であったこともあり、俊吉の息子の竹内黎一との選挙協力の観点から動けず、俊吉の側近であった北村正哉新知事により最終的に移転が撤回されている。
旧青森2区は「田竹時代」の田沢と黎一に加え日本共産党の津川武一や日本社会党の山内弘が犇めく激戦区であり、そこに木村守男が割って入る状況であった。このため第39回衆議院議員総選挙では国会で入閣適齢期とされていた黎一が地元で「足フパリ」と呼ばれる強烈なネガティブ・キャンペーンを受け落選するという事態が生じている。その後木村は北村の五選を阻止し、青森県知事に就任する。
2001年、木村は「新世紀にふさわしい県民歌を」として、「田竹時代」の1971年に県成立100周年を記念して制定された「青森県賛歌」の廃止と新県民歌の制定を提唱した。木村が田沢・竹内色の一掃を企図して意欲を見せていた「青森県賛歌」廃止に対しては県議会で異論が相次ぎ、木村が提唱した新県民歌に関しては「青い森のメッセージ」が制定されたものの、当初は廃止の方針が示されていた「青森県賛歌」は存続が決定した。しかし、県勢要覧や県民手帳には「青い森のメッセージ」のみが掲載されるようになり「青森県賛歌」は実質“封印”状態とされたまま現在に至っている。そうした状況の中で、2003年に今日「県政史上最大の政治決戦」であったと位置づけられる木村の女性スキャンダルが発覚する。この政争は旧田沢・竹内派の津島雄二（太宰治の娘婿）と木村派の木村太郎（木村守男の息子）の争いでもあった。詳細は八戸戦争を参照。　
2011年の平川市選挙区における青森県議選や2013年の平川市長選でも抗争が再燃した形となった。このうち平川市長選について、当選した長尾忠行市長側（旧田沢・竹内派）から3人、落選した大川喜代治前市長側（木村派）から2人の計5人の平川市議が、2014年2月19日に公職選挙法違反容疑で逮捕される事態となるなど波紋が広がっている。同年4月1日には新たに1人の市議、5月1日には大川前市長、5月21日には3人の市議、7月16日には6人の市議が逮捕され、議員定数20名中15名が逮捕されるという事態に陥った。その後の7月27日に行われた市議会議員補欠選挙では、幸福実現党元公認候補の石田昭弘が投開票の結果当選し、幸福実現党における初の議席獲得に貢献している。